# 100.000 stumper vikingeskibe
100.000 stumper vikingeskibe er en film instrueret af Børge Høst efter manuskript af Børge Høst.

## Handling
Det var et minutiøst puslespil, som lå mellem fundet af de sænkede skibe i Roskilde Fjord og opstillingen af de færdige skibe i Vikingeskibsmuseet. Det krævede opfindsomhed, omhu og tålmodighed at konservere og genskabe skibene i deres gamle form.